# Rettungsaktion (Wirtschaft)
Als Rettungsaktion (auch Bail-out, englisch to bail something out ‚etwas retten‘) gelten in der Wirtschaft alle finanziellen Maßnahmen zu Gunsten von durch Zahlungsunfähigkeit oder Überschuldung bedrohten Wirtschaftssubjekten. Gegensatz ist das Bail-in.

## Etymologie
International hat sich für Rettungsaktionen der Begriff „Bail-out“ eingebürgert. Dieser geht auf den Freikauf Gefangener in den USA zurück. Wer durch Kaution (englisch bail) aus der Gefangenschaft freikam, galt als etymologischer Ursprung des „Bail-out“. Heute bedeutet „Bail-out“ umgangssprachlich auch, „jemanden aus der Klemme oder Patsche helfen“.

## Allgemeines
Die Einengung des Bail-Out auf die Rettung eines ganzen Staates durch das „Eintreten anderer Länder für die Verschuldung eines Staates“ ist wirtschaftswissenschaftlich nicht vertretbar, obwohl sogar ein Volkswirtschaftslexikon  unter Bailout  die „Bürgschaft für die Übernahme der Staatsschulden eines Landes durch andere Länder…“ versteht. Vielmehr können von Zahlungsunfähigkeit oder Überschuldung bedrohte Wirtschaftssubjekte Unternehmen (etwa Lehman Brothers), Staaten (Griechenland) oder Städte (New York City) sein. International gibt es für wirtschaftlich bedrohte Wirtschaftssubjekte allgemein keinen besonderen Gläubigerschutz, so dass schlimmstenfalls von deren Insolvenz auszugehen ist. Eine Insolvenzunfähigkeit ist nur in Ausnahmefällen vorgesehen.   

## Geschichte
Im Mittelalter gab es auch Bail-Outs unter Privatpersonen. Als 1585 Hans Brokes seine Schulden an Hermann van Dome nicht zurückzahlen konnte, halfen ihm seine Schwäger 1594 mit einem Kredit über 16.000 ML.
Der IWF hat zwischen 1824 und 2004 insgesamt 257 Staatsinsolvenzen inventarisiert. Kai Konrad listete seit 1800 insgesamt 250 Staatsinsolvenzen und seit 1980 allein 90 Insolvenzen von 73 Staaten auf, einige Staaten sind demnach mehrfach pleitegegangen. Alleine Chile war siebenmal, Brasilien sechsmal und Argentinien fünfmal insolvent. Von den EU-Mitgliedstaaten waren seit 1824 Österreich, Griechenland, Portugal und Spanien mindestens einmal zahlungsunfähig.
Der Sozialdemokrat Leo Arons half im Jahre 1910 seinem Parteigenossen Karl Leuthner aus finanziellen Schwierigkeiten mit einem Kredit über 10.600 Mark. Markantes Beispiel der Neuzeit war das erste Bail-out von New York City im August 1914, das auch als erstes Beispiel für Systemrelevanz (englisch too big to fail, deutsch „zu groß, um zu scheitern“) in der amerikanischen Finanzwelt gilt. Es begann damals mit der Schließung der New York Stock Exchange, die erst am 12. Dezember 1914 wiedereröffnet werden konnte. Die Stadt war zu einem großen Teil in britischen Pfunden verschuldet und später nicht mehr in der Lage, wegen fehlender US-Dollars die Devisen für die Anleihebedienung zu beschaffen; kurz vor ihrer Insolvenz sprang das US-Finanzministerium ein und sorgte für die Rückzahlung. Die Stadt erlebte im Dezember 1975 eine zweite Rettungsaktion, als in letzter Minute Präsident Gerald Ford von seiner zunächst ablehnenden Haltung gegenüber der Stadt (englisch drop dead, deutsch „lass sie tot umfallen“) abrückte.
Mit dem Federal Deposit Insurance Act (FDIA) vom August 1950 erhielt die FDIC das Recht, zur Rettung von Finanzunternehmen Kredite und Eigenkapital zur Verfügung zu stellen (englisch providing assistance), wenn dies zur Erhaltung der Stabilität des Finanzsystems notwendig sei. Jedoch wurde diese Option erst 1969 zum ersten Mal genutzt und nachfolgend nur sehr selten angewandt. Im Mai 1984 wurde die siebtgrößte Bank der USA, die Continental Illinois National Bank and Trust Company aufgrund des FDIA gerettet. 
Malaysia Airlines geriet wegen der Asienkrise in finanzielle Turbulenzen, eine Rettung durch den Staat fand im April 1998 statt. Bei den vom IWF untersuchten Staatspleiten zwischen 1998 und 2005 mussten die Gläubiger zwischen 13 % (Uruguay), 73 % (Argentinien) und 82 % (Russland) ihrer Forderungen abschreiben.
Die im August 2007 beginnende Weltfinanzkrise löste staatliche Rettungsmaßnahmen für in die Unternehmenskrise geratene Großunternehmen, aber auch für Staaten aus. Unmittelbare Ursache der Weltfinanzkrise war in den USA die Subprime-Krise, während der die staatlichen Hypothekenbanken Fannie Mae und Freddie Mac im Juli 2008 durch staatliche Gelder vor einem Ausfall bewahrt werden mussten. Die größte Bankenpleite von Lehman Brothers im September 2008 löste weltweit einen Schock an den Finanzmärkten aus, zumal die Marktteilnehmer von einer Rettung ausgegangen waren, so dass der Interbankenhandel und der Derivatemarkt gänzlich zusammenbrachen. Ein Dominoeffekt brachte die US-Krise nach Europa, wo im Oktober 2008 die Kaupthing Bank unter staatliche Kontrolle gestellt wurde. Die sich ab Februar 2010 abzeichnende Eurokrise betraf vor allem die hochverschuldeten PIIGS-Staaten Portugal, Italien, Irland, Griechenland und Spanien, die durch nationale Bankenrettung noch höher in die Verschuldung gerieten. Am bedeutendsten war die griechische Staatsschuldenkrise, die im Mai 2010 Rettungsmaßnahmen zunächst des IWF und dann der EU auslöste.
Als Konsequenz aus diesen Finanzkrisen entstand im Mai 2010 der Euro-Rettungsschirm, in dessen Rahmen es im September 2012 zur Gründung des ESM kam, einer für Rettungsmaßnahmen vorgesehenen Finanzierungsinstitution. Nach Art. 122 Abs. 2 AEUV kann einem EU-Mitgliedstaat, der aufgrund außergewöhnlicher Ereignisse, die sich seiner Kontrolle entziehen, von Schwierigkeiten betroffen oder von gravierenden Schwierigkeiten ernstlich bedroht ist, ein finanzieller Beistand der Union gewährt werden. Gleichwohl schließt die Nichtbeistands-Klausel des Art. 125 AEUV die Haftung der EU und der EU-Mitgliedstaaten für Verbindlichkeiten einzelner Mitgliedstaaten aus. Die Covid-19-Pandemie erforderte ab März 2020 durch den weitgehenden Lockdown des öffentlichen Lebens massive staatliche Stützungsmaßnahmen von Kleinunternehmen über den Mittelstand bis hin zu Großunternehmen (TUI, Lufthansa). 

## Rettungsmaßnahmen
Im Fokus der Rettungsmaßnahmen stehen die Schulden des bedrohten Wirtschaftssubjekts, so dass sich ein „Bail-out“ hierauf konzentriert. Als Rettungsmaßnahmen stehen verschiedene Instrumente zur Verfügung, die – abgestuft nach Wirkung beim bedrohten Wirtschaftssubjekt – wie folgt klassifiziert werden können:
- Prolongation: Die Schulden bleiben unverändert, lediglich die Fälligkeit einzelner Verbindlichkeiten wird zeitlich hinausgezögert.
- Stundung: Die Schulden bleiben unverändert, lediglich die Fälligkeit einzelner Verbindlichkeiten oder deren Tilgungen werden zeitlich hinausgezögert.
- Umschuldung: Die Schulden bleiben unverändert, es kommt zu Änderungen von Tilgungen, Laufzeiten oder Kreditzinsen bei einigen oder sämtlichen Schulden.
- Schuldenkonsolidierung: Die Schulden bleiben unverändert, kurzfristige werden in langfristige Schulden verändert, Senkung der Kreditzinsen.
- Haftungsübernahme: Die Schulden bleiben unverändert, ein Dritter haftet für die Schulden ganz oder teilweise durch eine Bürgschaft oder Garantie.
- Schuldübernahme: Die Schulden verringern sich teilweise, weil ein Dritter sie als alleiniger Schuldner (befreiende Schuldübernahme) oder Mitschuldner (Schuldbeitritt) übernimmt.
- Schuldenerlass: Die vom Erlass betroffenen Schulden verschwinden ganz, weil Gläubiger auf die Rückzahlung verzichten.

Außerdem gibt es Rettungsmaßnahmen, die keine unmittelbaren Auswirkungen auf die Schuldenhöhe haben, sondern durch organisatorische und/oder betriebswirtschaftliche Maßnahmen einen Turnaround herbeiführen sollen wie etwa Restrukturierung oder Sanierung.

## Wirtschaftliche Aspekte
Es gehört zur Marktwirtschaft, dass insolvente Marktteilnehmer als Grenzanbieter aus dem Markt durch Insolvenz oder Liquidation ausscheiden müssen. Scheiden sie jedoch nicht aus, weil ihnen durch Dritte finanziell geholfen wird, so handelt es sich um einen Markteingriff in das Marktgeschehen, der dogmatisch nicht vorgesehen ist. Er ist jedoch politisch und sozial zu rechtfertigen, weil der Zusammenbruch zu Contagion-Effekten in der Gesamtwirtschaft führen würde. Drohender Staatsbankrott wird entweder durch Weltbank, IWF oder andere Staaten verhindert. Rettungsmaßnahmen zu Gunsten von Banken oder Unternehmen erfolgen meist nur bei Systemrelevanz durch deren Staaten. Geraten Staaten durch Rettungsmaßnahmen zu Gunsten von Banken oder Unternehmen selbst in die Verschuldungskrise, so greifen IWF oder Weltbank ein. Wie Charles B. Blankart ermittelte, erreichten die staatlichen Unterstützungen der Banken einen hohen Anteil am Bruttoinlandsprodukt (BIP) eines Staates. Während in Irland im Jahr 2008 die Hilfen 265 % des BIP erreichten, betrugen sie in den USA 80 % und in Deutschland noch 23 % des BIP. Daher haben Rettungsmaßnahmen erheblich zum Anwachsen der Staatsverschuldung beigetragen. Letztlich sind Staaten für Unternehmen, IWF und Weltbank für Staaten die Lender of Last Resort.
Der Status als Lender of Last Resort lässt für Staaten, Großunternehmen, Großbanken oder Versicherer (auch wegen der Systemrelevanz) ein Moral Hazard entstehen, weil diese davon ausgehen können, dass ihnen in einer Finanz- oder Unternehmenskrise geholfen wird. Jede Art von Garantie, Liquiditäts- oder Kapitalhilfe schafft einen Moral Hazard. Der IWF helfe nach Ansicht von George Soros den Gläubigern mit seinen Finanzpaketen und verführe sie dazu, verantwortungslos zu handeln und mache das internationale Finanzsystem instabiler.
Kritisch gesehen werden Rettungsaktionen wegen des Moralischen Risikos durch den Fehlanreiz, überhöhte Risiken einzugehen und damit zu einer Krisenanfälligkeit beizutragen. Daher wurde nach Ausbruch der Finanzkrise ab 2007 insbesondere das Thema einer ordnungsgemäßen Abwicklung von notleidenden Kreditinstituten ab 2008 auch durch den Finanzstabilitätsrat (FSB) auf globaler Ebene behandelt; das Dilemma zwischen aus systemischer Sicht gefährlichen Insolvenzverfahren mit ihren Ansteckungsrisiken einerseits und ökonomisch sowie politisch bedenklichen Rettungsaktionen andererseits sollte mit einem neuen Abwicklungsregime für Banken aufgelöst werden. Insbesondere wurde gefordert, dass die Staaten Abwicklungsbehörden errichten und mit Instrumenten ausstatten sollen, die eine geordnete Abwicklung von Finanzinstituten ohne Kosten für den Steuerzahler ermöglichen; u. a. durch das Instrument der Gläubigerbeteiligung, bei der die Gläubiger (Kreditinstitute, Investmentfonds, Lieferanten usw.) an den Kosten eines Krisenmanagements bei Schuldnern in einer Unternehmenskrise beteiligt werden sollen. In der EU und im Euroraum wurden diese Grundsätze 2014 durch die Verabschiedung der Europäischen Bankenunion umgesetzt.